# Chile costeño
En México, se le llama chile costeño o bandeño a diferentes variedades regionales de chile (Capsicum annuum) cultivadas a lo largo de las costas pacífica y atlántica del país, sin embargo, por popularidad se suele hacer referencia específicamente a las variedades costeñas del Pacífico Sur (Oaxaca y Guerrero).
En Chiapas, a veces se denomina «chile costeño» al chile serrano, y en algunas zonas de Guerrero diferencian costeño (fresco) de bandeño (seco).

## Variedades

### Chile costeño amarillo
El chile costeño amarillo es un chile seco de 5 a 8 cm de largo y 2-3 cm de diámetro, de forma triangular. Se encuentras variedades poco picantes (1.000-2.000 SHU) y muy picantes (como la de Jamiltepec). Cuando maduran, los chiles pasan de verde a anaranjado. Tiene un rico sabor cítrico, y junto con la hoja santa, el chile costeño amarillo es un ingrediente común para elaborar la salsa que se sirve junto con pozole blanco. Secos se usan para el mole amarillo. También se usa para hacer el típico platillo mixteco llamado chileajo, así como en sopas, ensaladas, guisos y salteados.

### Chile costeño rojo
El chile costeño rojo es muy similar en tamaño y forma al amarillo, aunque más picante. Esta estrechamente emparentado con el chile guajillo, y de hecho es un sustituto de éste. Fresco es verde y similar al chile serrano. Posee un sabor afrutado y se usa en moles (como el de iguana y venado), salsas y tamales. Es un chile muy usado en la Región mixteca de Oaxaca. 